# Autobusová dráha

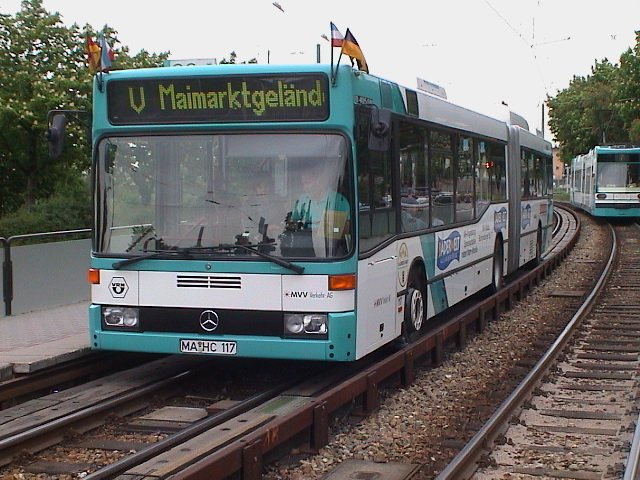
Spurbus Mannheim

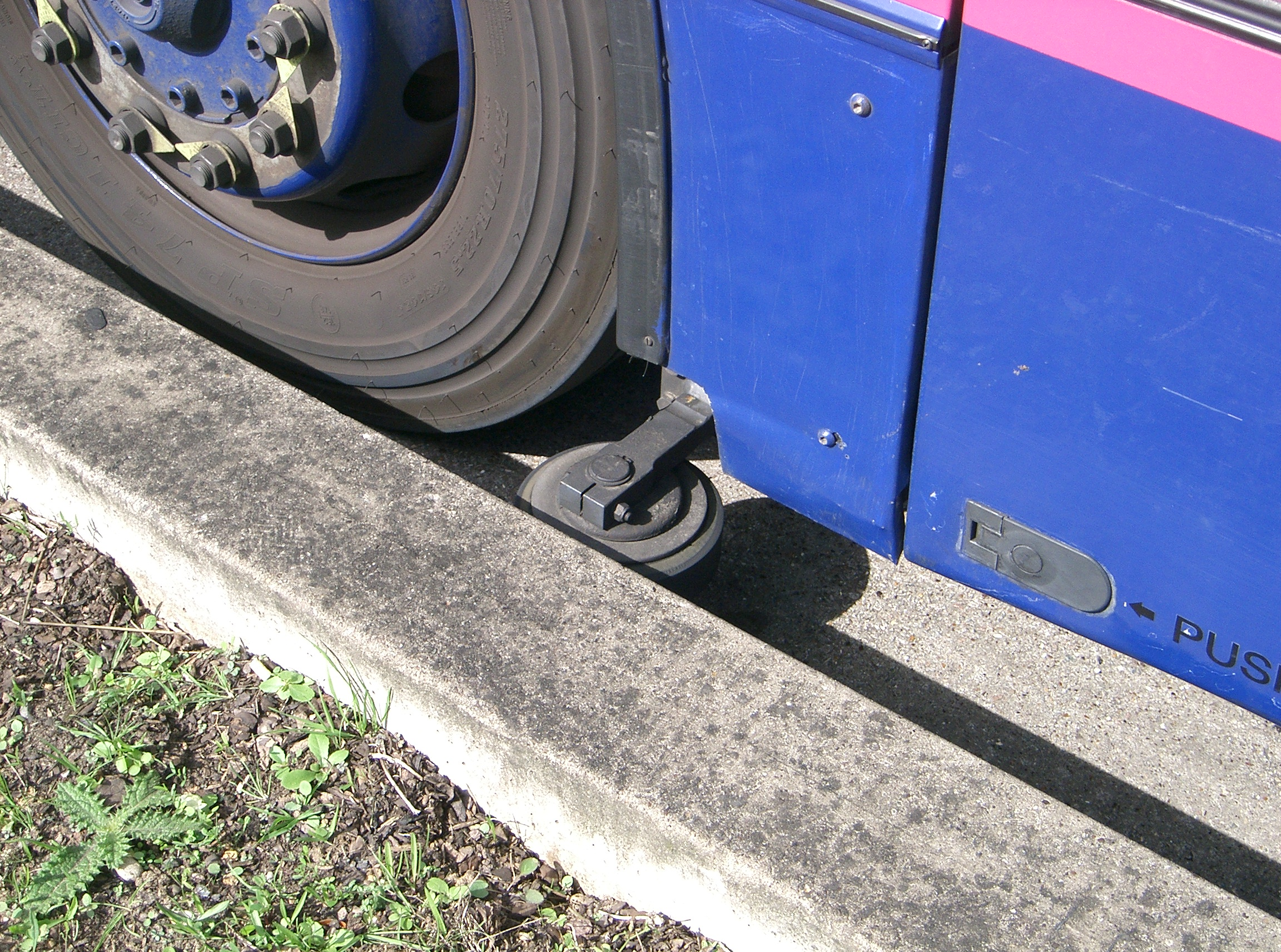
Vodící kolečko na autobuse v britském městě Ipswich.

Autobusová dráha (žádný český název zatím není vžitý, v Austrálii se označuje O-Bahn jako omnibusová dráha, německy též Spurbus, Spur-Obus nebo Busbahn, anglicky guided busway) je systém, v němž autobus jezdí v pevné jízdní dráze. Speciální komunikace je konstruována tak, že na autobus působí kolej. Hlavními výhodami oproti běžným autobusům je jednak snížení nároků na šířku jízdního pruhu i při vyšších rychlostech, tedy úspora místa na komunikaci, a za druhé možnost najíždět přesně k hraně nástupiště. Vozidla upravená pro spurbusové dráhy mohou jezdit i po běžných silnicích. Z běžné komunikace je na začátku dráhy vůz naváděn trychtýřovitým zúžením. Princip je využíván od poloviny 80. let 20. století, většinou jsou na této technologii založeny jen některé dílčí úseky rozsáhlejších metrobusových tratí či systémů.
K vedení jsou nejčastěji využívané speciální obrubníky a přídavná kolečka umístěná na autobuse vodorovně po obou stranách. Pak jde o takzvaný bočně vedený autobus, v angličtině označovaný též KGB (kerb-guided buses). První experimentální úsek byl v běžném provozu v Birminghamu v roce 1984, první rozsáhlejší systém je od roku 1986 v Adelaide.
Některé novější systémy umožňují vedení pomocí přídavných kol vedených ve speciální drážce (kolejnici) pod vozidlem. Tato vozidla se podobají tramvajím a označují se někdy jako tramvaj na pneumatikách. První systém tohoto typu zahájil veřejný provoz roku 2001 v Nancy.
Kromě fyzického vedení je možné také bezdotykové vedení pomocí radiových signálů nebo optické vedení. Optické vedení autobusů bylo poprvé využito v roce 2001 ve městě Rouen. Pokusně bylo magnetické vedení v kratším úseku zkušebně v běžném provozu v roce 1984 ve Fürthu. První autobusová linka s indukčním magnetickým vedením jezdí od roku 2004 v Eindhovenu.
I na běžné autobusy lze použít vedení přímým působením na kola, po kterých vozidlo jede (princip tzv. kasselského obrubníku, využitý na několika místech i například v Praze).
Existují také podobné systémy, z nichž vozidla nemohou přejíždět na běžné silnice (gumokolové metro, automatické metro, automated guideway transit – AGT, osobní dopravník, Véhicule automatique léger – VAL atd.).

## Bočně vedené autobusy
Systémy bočně vedených autobusů jsou v provozu v mnoha městech. Většinou nejsou vzájemně kompatibilní, tj. vozidla vybavená pro jeden ze systémů nelze použít v obdobném systému v jiném městě.

### Spurbus v Essenu

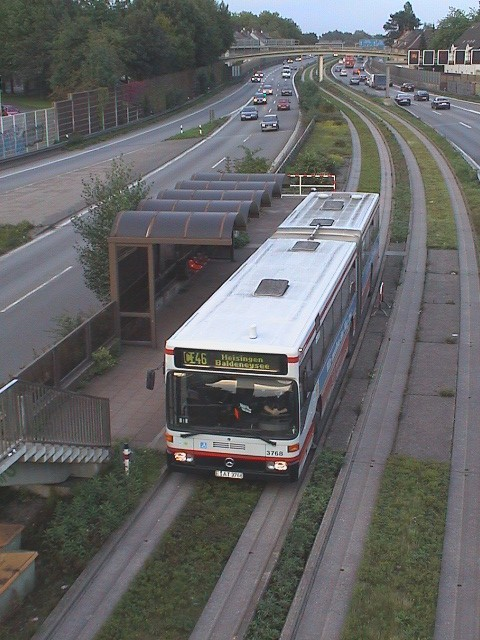
Spurbus Essen

Koncepce autobusové dráhy byla poprvé navržena firmou Daimler-Benz pro tunelové vedení autobusů v centru německého města Essen.
V letech 1988–1995 byla v Essenu v provozu hybridní vozidla na pomezí autobusu, trolejbusu a tramvaje: v centru města byla vedena tunelem společně s tramvajemi, měla i elektrický pohon (jako duobus) a dveře po obou stranách. Systém se však v této podobě neosvědčil a v projektu tak nebylo pokračováno.
Linky 146 a 147 vedoucí z centra města do předměstí Kray se v centru města vrátily na povrch a byly nadále provozovány jako autobusové (bez využití elektrického pohonu). Trolejbusová stopa v tunelu u Porscheplatz a trolejové vedení ve čtvrti Kray byly odstraněny. Spurbusový úsek zůstal zachován ve čtvrti Kray a v oblasti Wasserhöhe, zejména ve středním dělicím pásu dálnice A40.
Provoz zajišťují autobusy Mercedes 0405GN/2, která mají na třech místech pomocná boční kolečka určená ke kontaktu s vodicími kolejnicemi; poslední byly vyrobeny v roce 1999. V roce 2007 byl testován prototyp kloubového autobusu Mercedes Citaro ve verzi pro Spurbus.

### Mannheim
V německém Mannheimu od května 1992 do září 2005 byla autobusová dráha vedena v několikasetmetrovém úseku po tramvajovém pásu, aby se tak autobusy vyhnuly dopravní zácpě na vozovce. Tento systém zanikl v souvislosti s uplynutím životnosti a vyřazením většiny z autobusů, které pro něj byly vybaveny. Obnovení není plánováno.

### O-Bahn Busway v Adelaide

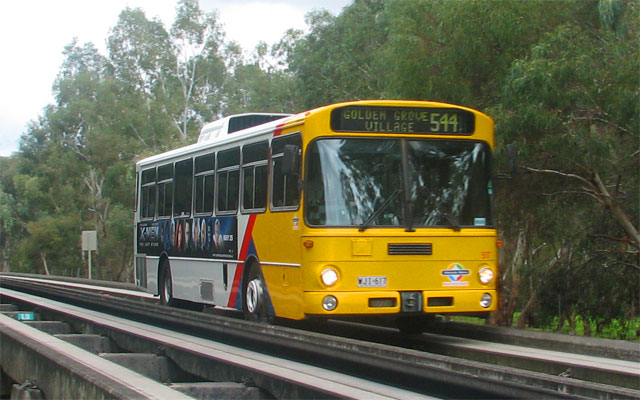
O-Bahn Busway v australském Adelaide

O-Bahn Busway (Northeast Busway) v australském městě Adelaide byla budována od roku 1983, zprovozněna roku 1986 a dokončena roku 1989 a je nejdelší a nejrychlejší autobusovou dráhou na světě.
Dráha je nyní 12 km dlouhá, je na ní jedna stanice a dvě mezilehlé křižovatky s autobusovými terminály, které umožňují autobusům dráhu opustit nebo na ni vjet. Maximální rychlost na přímých úsecích je 100 km/h, na velké části trati 80 km/h, v některých úsecích (například v místě vjezdu do drážního tělesa) je omezena až na 40 km/h, v prostoru křižovatek na 20 km/h. Průměrná cestovní rychlost včetně zastávek je kolem 60 km/h. Soud rozhodl, že z právního hlediska je tato dráha považovaná za silnici, což má význam například pro kompetence při kontrole dodržování stanovených rychlostí.
Dráha byla postavena namísto původně plánovaného rozšíření tramvajové sítě do severovýchodních předměstí. Byla inspirována systémem navrhovaným pro Essen a její příprava byla konzultována s německými odborníky. Toto řešení se při porovnání ukázalo jako prostorově méně náročné, méně hlučné, levnější a umožňuje rychlejší dopravu než původně navrhovaná kolejová dráha, navíc umožňuje vozidlům přejíždět do ulic města. Na rozdíl od essenského systému se dobře osvědčuje.
Na trati byly používány autobusy s karosériemi Mercedes-Benz 0305 upravené firmou Mitsubishi. Později přibyly i autobusy na bázi Scania a MAN.
Průměrně 4 automobily ročně nerespektují zákazy vjezdu, neoprávněně vjedou na trať a musí pak být vyprošťovány jeřábem.

### Guided buses ve Spojeném království

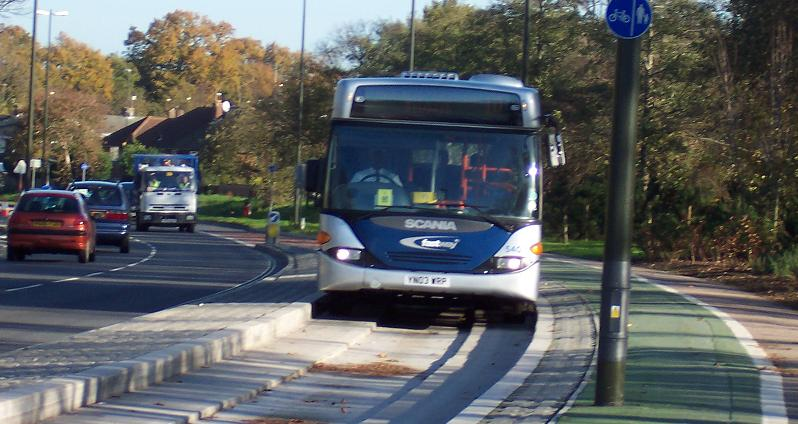
Autobus systému Fastway na autobusové dráze na Southgate Avenue v anglickém městě Crawley

- Birmingham byl prvním místem ve Velké Británii, kde byla tato technologie využita, a to na 600 metrů dlouhém úseku označovaném Tracline 65. Experiment proběhl v letech 1984–1987 a poté bylo zařízení odstraněno.[6]
- Ipswich: BRT systém „Superroute 66“[7] z roku 1995 zahrnuje i 200 m dlouhý úsek „guide busway“ (u Kesgrave), druhý takový úsek byl již zrušen.
- Leeds: v systému The East Leeds Quality Bus Initiative "Elite" je celkem asi 7 úseků o celkové délce 3,5 km na silnicích A61 Scott Hall Road (otevřena 1995) a A64 York Road a A63 Selby Road (2001)[8]
- Bradford: místní Manchester Road Quality Bus Initiative zahrnuje také úsek 2,3 km guided busway[9] na silnici Manchester Road (A641) zprovozněné v říjnu 2001.
- Crawley: v 24 km dlouhém metrobusovém systému Crawley Fastway, zprovozněném v letech 2003–2004, je celkem 1,5 km úseků guided busway.
- Edinburgh: v systému Edinburgh Fastlink[10] (původně WEBS, the West Edinburgh Bus Scheme) je použit od prosince 2004 i 1,5 km dlouhý úsek guided busway (Stenhouse – Broomhouse).
- Hrabství Tyne and Wear: autobusová dráha je na autobusové silnici Route 19 v North Tyneside[11]
- Cambridge: budovaný BRT koridor Cambridgeshire Guided Busway v cambridžském hrabství má zahrnovat i 28 km dlouhý úsek guided busway s využitím tělesa zrušené železniční tratě z Cambridge do St Ives.[12] Výstavba úseku začala v roce 2007 a dokončena má být začátkem roku 2009[13]
- Manchester: je navržen 7kilometrový úsek guided busway [14] Stavební povolení bylo uděleno v srpnu 2005.

### Japonsko

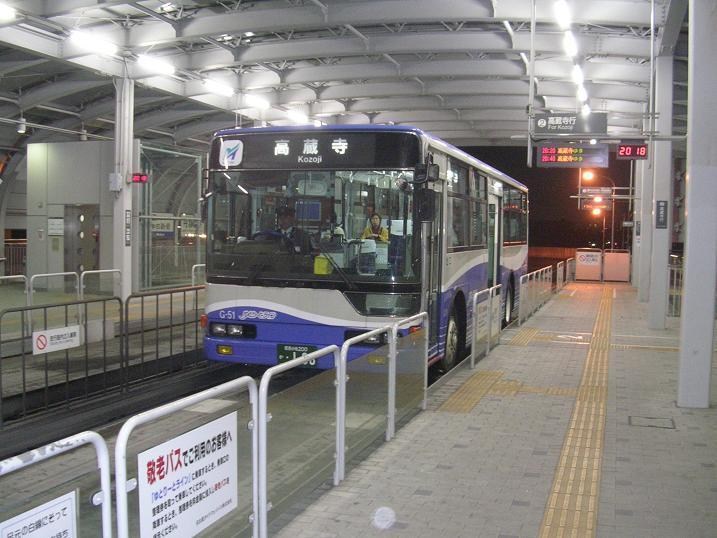
Yutorīto Line v japonském městě Nagoja

Jediným obdobným systémem v Japonsku jsou autobusy ve městě Nagoja, které jsou zevně fyzicky vedeny na části Guideway Bus Shidami Line (ガイドウェイバス志段味線, Gaidowei Basu Shidami-sen), zkráceně označované Yutorito Line (ゆとりーとライン, Yutorīto Rain). Někdy se linka nazývá také podle jména provozující společnosti, Nagoja Guideway Bus. Provoz byl zahájen 23. března 2001. Na rozdíl od Austrálie je v Japonsku takto vedený úsek z právního hlediska dráhou.
V Japonsku však existují podobné dráhy, z nichž vozidla nemohou přecházet na silnice (automated guideway transit, AGT), například nebo Port Island Line v Kóbe (první AGT na světě, 1981) Osaka New-Tram.

## „Tramvaje“ na pneumatikách

### Bombardier a Translohr

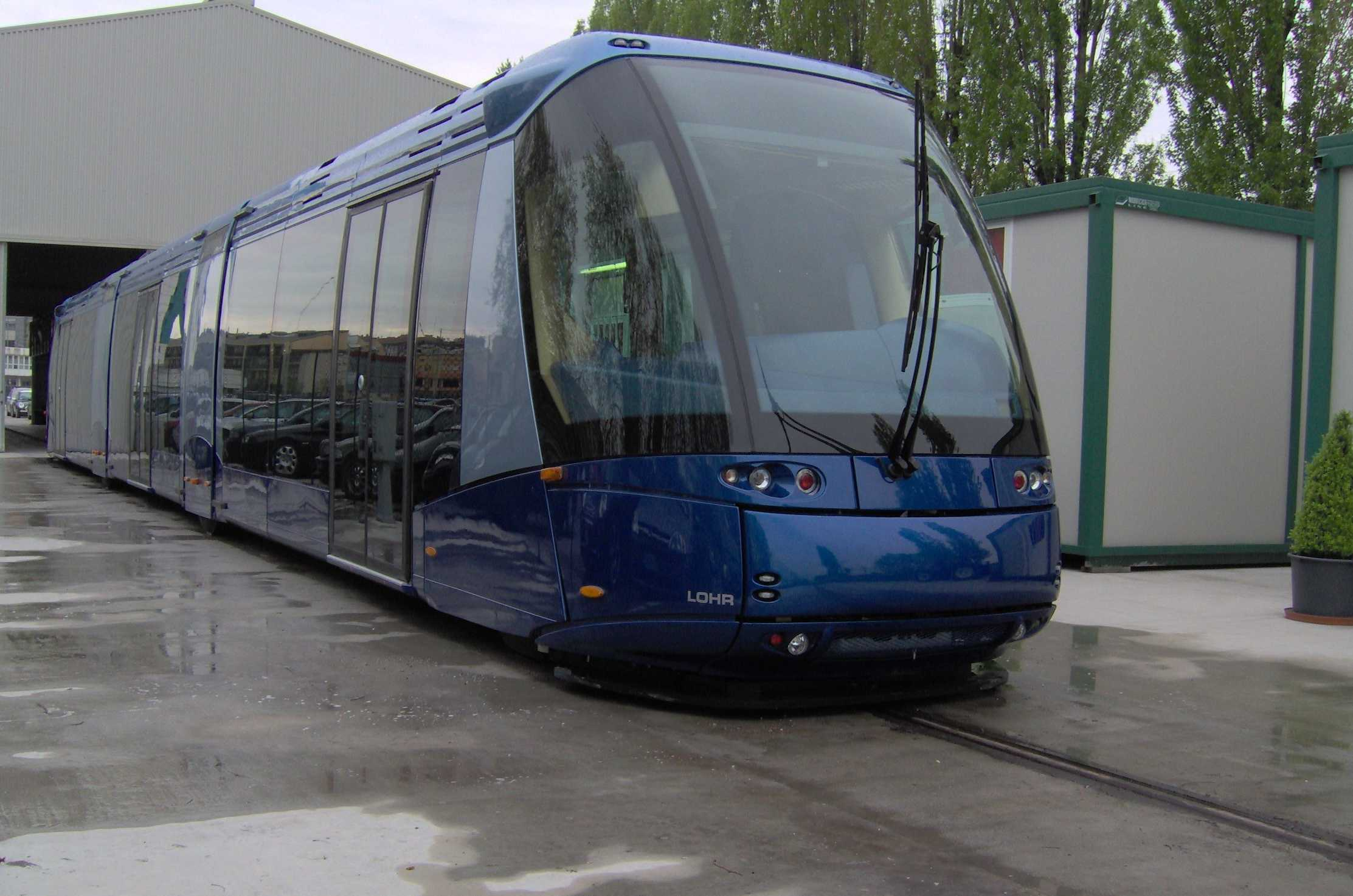
Vozidlo systému Translohr pro připravovanou dopravu v italské Padově

Další vývojovou větví autobusů vedených v pevné jízdní dráze jsou vozidla, která jsou hybridem mezi tramvají a trolejbusem. Vozidlo je vedeno jedinou středovou ocelovou kolejnicí zapuštěnou ve vozovce. Kolejnice zároveň někde slouží jako zemnící pól trakčního elektrického napětí podobně jako u běžných elektrických tramvají.
Zatím existují dva navzájem nekompatibilní systémy. Jeden byl vyvinut firmou Bombardier, druhý systém se nazývá Translohr. V systému Translohr po kolejnici jedou dvě kolečka, která jsou vůči svislé ose vychýlena v příčném směru o 45° a svírají tak kolejnici v pravém úhlu; okolek mají kolečka jen ze spodní (vnější) strany. V systému Bombardier jede po kolejnici svisle umístěné kolečko se dvěma okolky. Váhu vozidla však u obou systémů nesou klasické autobusové pneumatiky. U obou systémů dochází při provozu občas k vykolejení.

Průřez vodicí kolejnicí a vodicím kolečkem systému Bombardier
Průřez vodicí kolejnicí a vodicími kolečky systému Translohr. Kolejnici svírají dvě kolečka v pravém úhlu
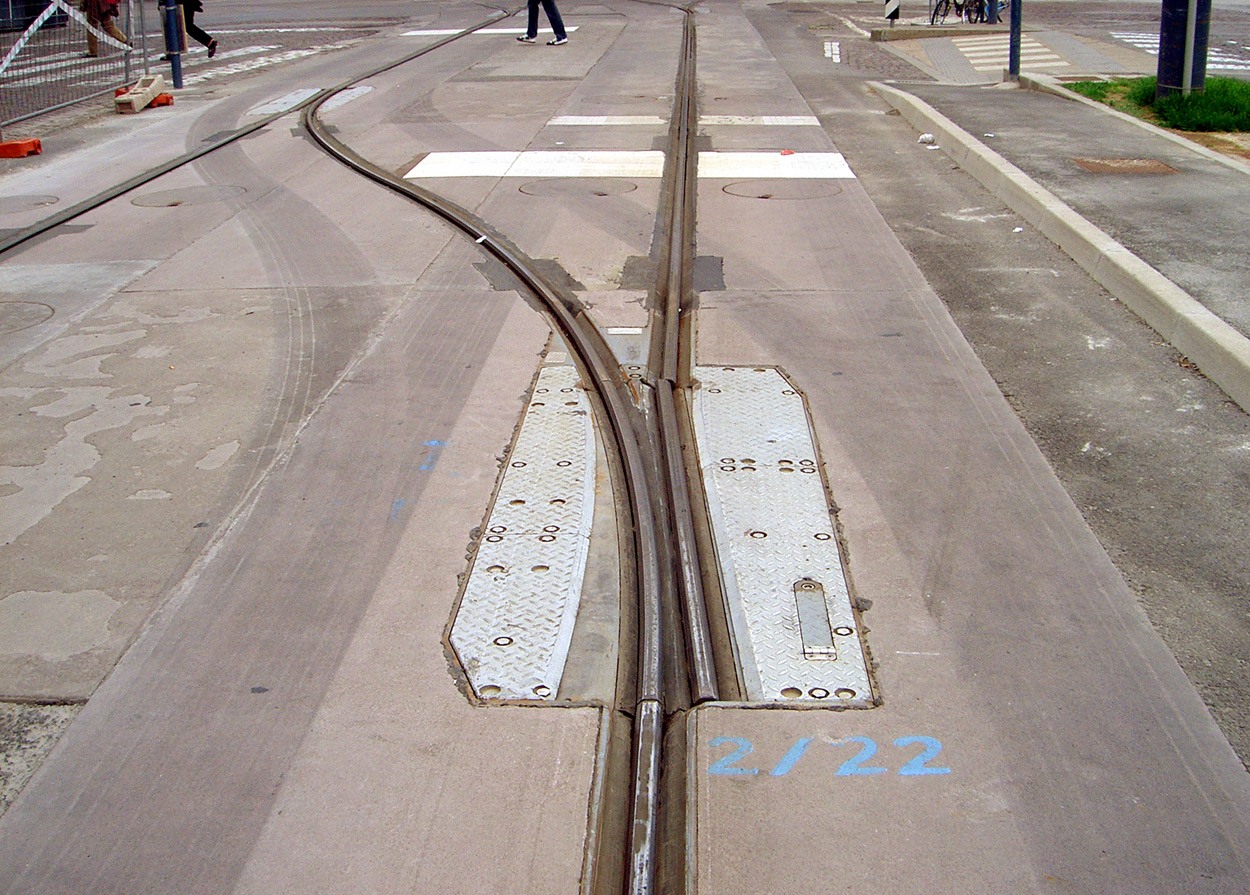
Výhybka na kolejnici Translohr
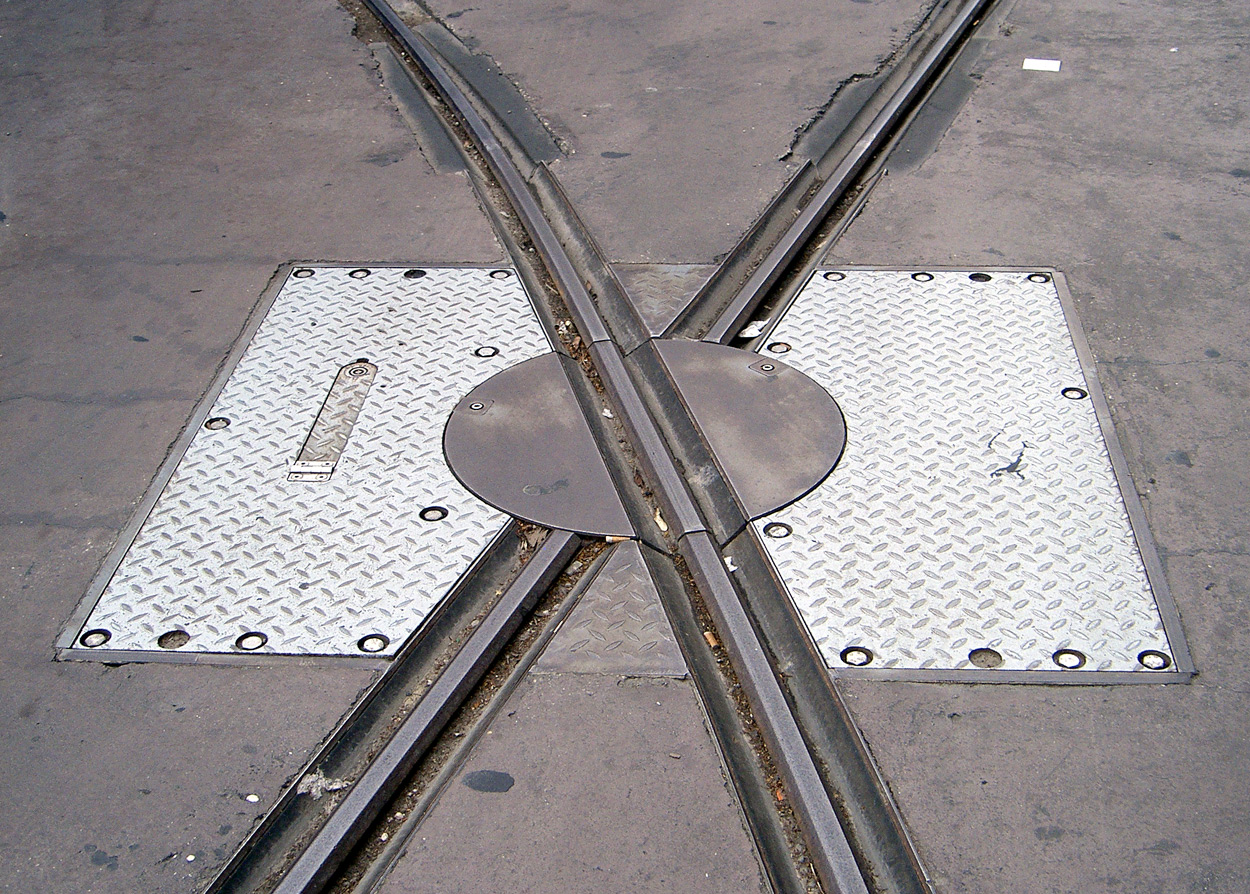
Křížení kolejnic systému Tranlohr je vybavené malou točnou

Vozidla systému Bombardier v Nancy standardně mají i volant, akumulátorové baterie a další vybavení, které jim umožňuje jízdu po běžné vozovce bez kolejnice. Systém Translohr není pro nezávislou jízdu vozidel navržen. Proto vozidla Bombardier jsou z právního hlediska považována za autobusy. Vozidla Translohr jsou považována v podstatě za tramvaje, při zkušebním provozu v Clermont-Ferrand nebyla vybavena registračními značkami pro silniční vozidla.
Belgický systém Bombardier byl v Bruselu předveden pod názvem GLT (Guided Light Transport) v roce 1985 a testovací trať Jemelle – Rochefort byla zprovozněna roku 1988. V roce 1997 byl představen systém v nízkopodlažní verzi pod názvem TVR (Transport sur Voie Réservée). Systém byl pak zavedený ve městech:
- Nancy (Francie): systém STAN zprovozněn v roce 2000 (veřejný provoz zahájen 11. února 2001), trolejbusové napájení, s dvojitou trolejí a dvojpólovými tyčovými sběrači na vozidlech. Po dvou nehodách byl v březnu 2001 provoz na rok přerušen a vozidla dodatečně upravována
- Caen (Francie): systém Twisto otevřen 15. listopadu 2002. Vozidla jsou téměř totožná jako v Nancy, ale mají klasické tramvajové napájení, kde pantograf s trolejovým vedením tvoří jeden pól a kolejnice druhý

Systém Translohr byl zvolen pro více systémů:
- Clermont-Ferrand (Francie), zprovozněn 14. října 2006
- Tchien-ťin (Čína), zprovozněn 6. prosince 2006
- Padova (Itálie), zprovozněn 24. března 2007
- L'Aquila (Itálie) – ve výstavbě
- Benátky, čtvrť Mestre (Itálie) – ve výstavbě
- Istanbul (Turecko) (?)

Výhodami oproti klasickým tramvajím jsou například možné ostřejší zatáčení (menší minimální poloměr zatáčení), schopnost překonávat větší sklony (až 13 %) a menší hlučnost. Vybudování infrastruktury je jednodušší. Nevýhodou je menší účinnost a tedy větší spotřeba energie na provoz.

### Guidovia
V roce 1929 vyvinul italský konstruktér Alberto Laviosa z Piacenzy podobný systém dráhy, v němž směrové vedení vozidla zajišťovala klasická ocelová kolej, po níž se pohybovala pogumovaná kola, která však nenesla tíhu vozidla. Laviosa založil společnost Auto Guidovie Italiane Spa. Tato dráha vedla ze San Quirico u Janova a do Santuario della Madonna della Guardia u průsmyku Passo dei Giovi. Byla 10,6 km dlouhá a překonávala převýšení 700 metrů. Koncem 60. let byla trať rozebrána. Dalším zdokonalením bylo gumokolové metro systému Michelin v Paříži.

## Bezdotykové vedení

### Optické vedení

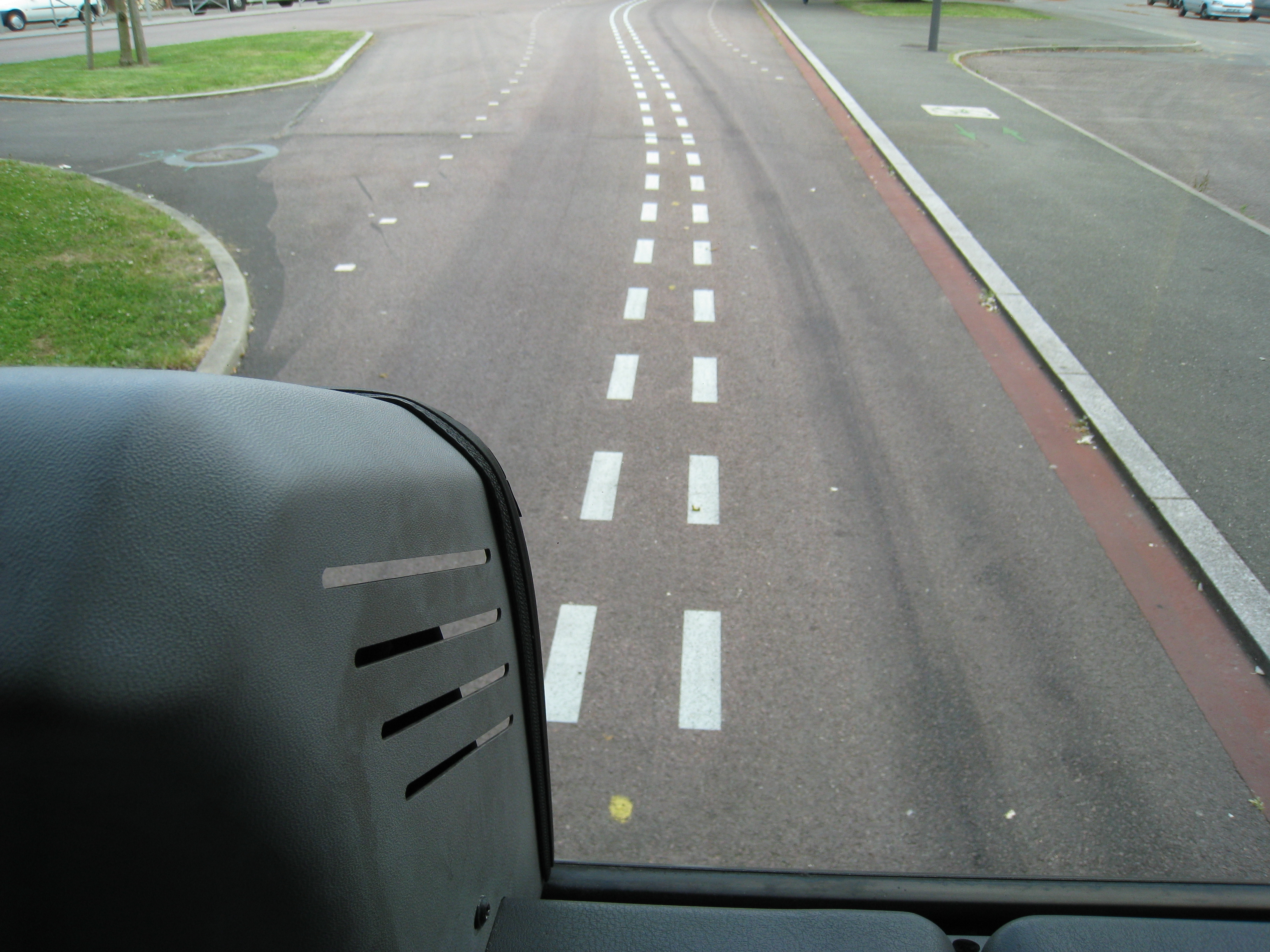
Optické vedení autobusu TEOR ve francouzském městě Rouen. Přerušované čáry vyznačují referenční trajektorii.

Optické vedení vozidla probíhá tak, že kamera umístěná na čele vozidla snímá na zemi umístěné (namalované) značky vyznačující referenční trajektorii. Palubní počítač tato data vyhodnocuje a řídí jízdu. Problematická může být funkčnost pří sněhové pokrývce.
Ve Francii vyvinula firma MATRA Transport International, pobočka koncernu Siemens, systém Optiguide. Ten je spojen se systémem Irisbus Civis firmy Renault, později holdingu Irisbus.
- Rouen (Francie): v roce 2001 byl systém Civis a Optiguide zaveden v metrobusovém systému ve francouzském městě Rouen.
- Clermon-Ferrand (Francie), zavedeno někdy v letech 2001–2003[20]
- Las Vegas (USA), Boulevard North Corridor, 15 zastávek na trati o délce 3,2 km. V roce 2003 dodáno 10 vozů Civis s optickým vedením.[20]
- Castellon (Španělsko): od června 2008 je systém použit na trolejbusech
- Nîmes (Francie): plánováno zavedení
- Bologna (Itálie): plánováno zavedení

V roce 2004 Stagecoach Group oznámila, že společně se Siemens AG vyvíjí systém optického vedení pro použití ve Spojeném království.
Fraunhofer-Institut für Verkehrs- und Infrastruktursysteme (IVI) v Drážďanech představil v dubnu 2005 další systém optického vedení pod názvem AutoTram.

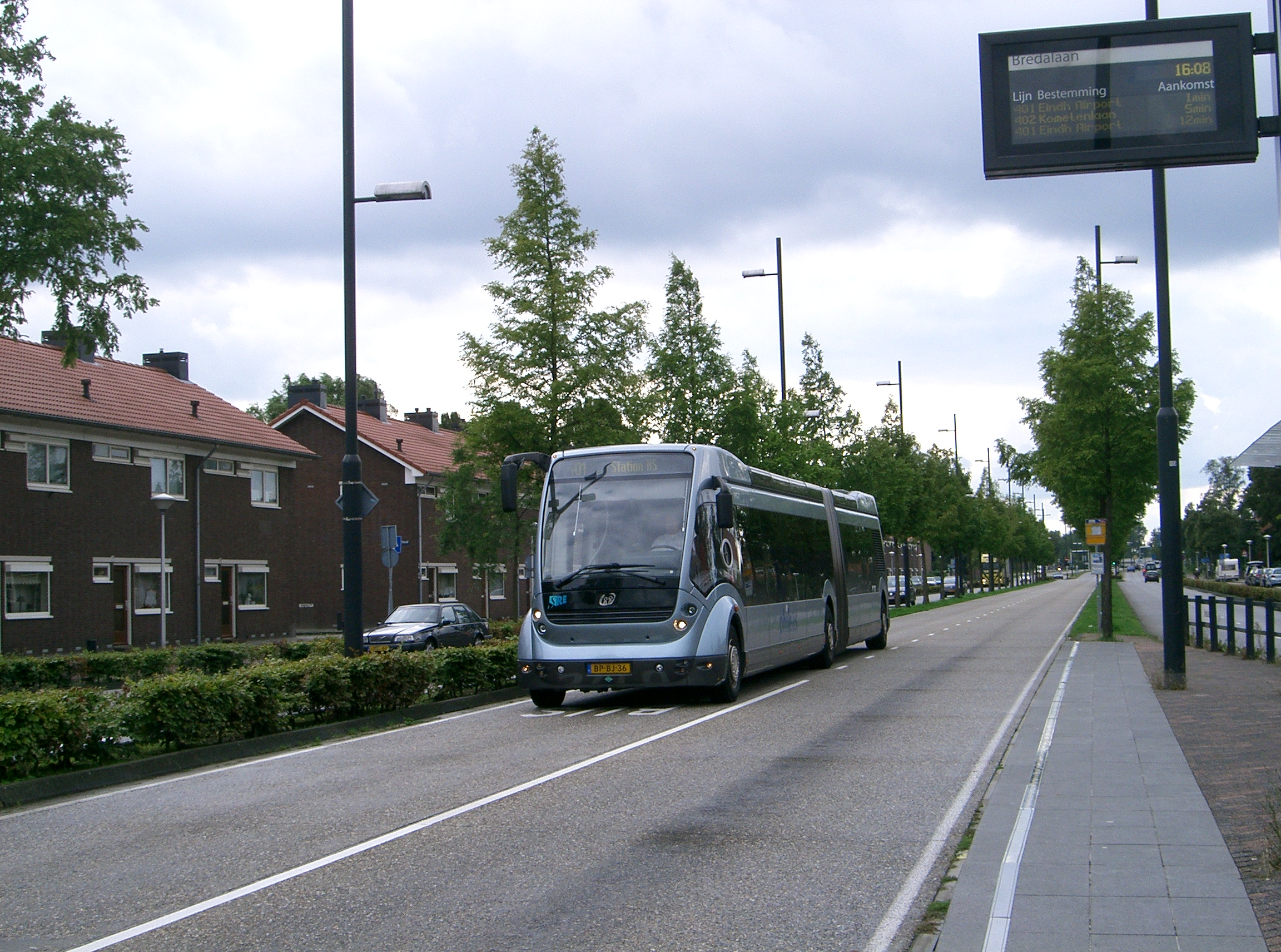
Phileas v Eindhovenu

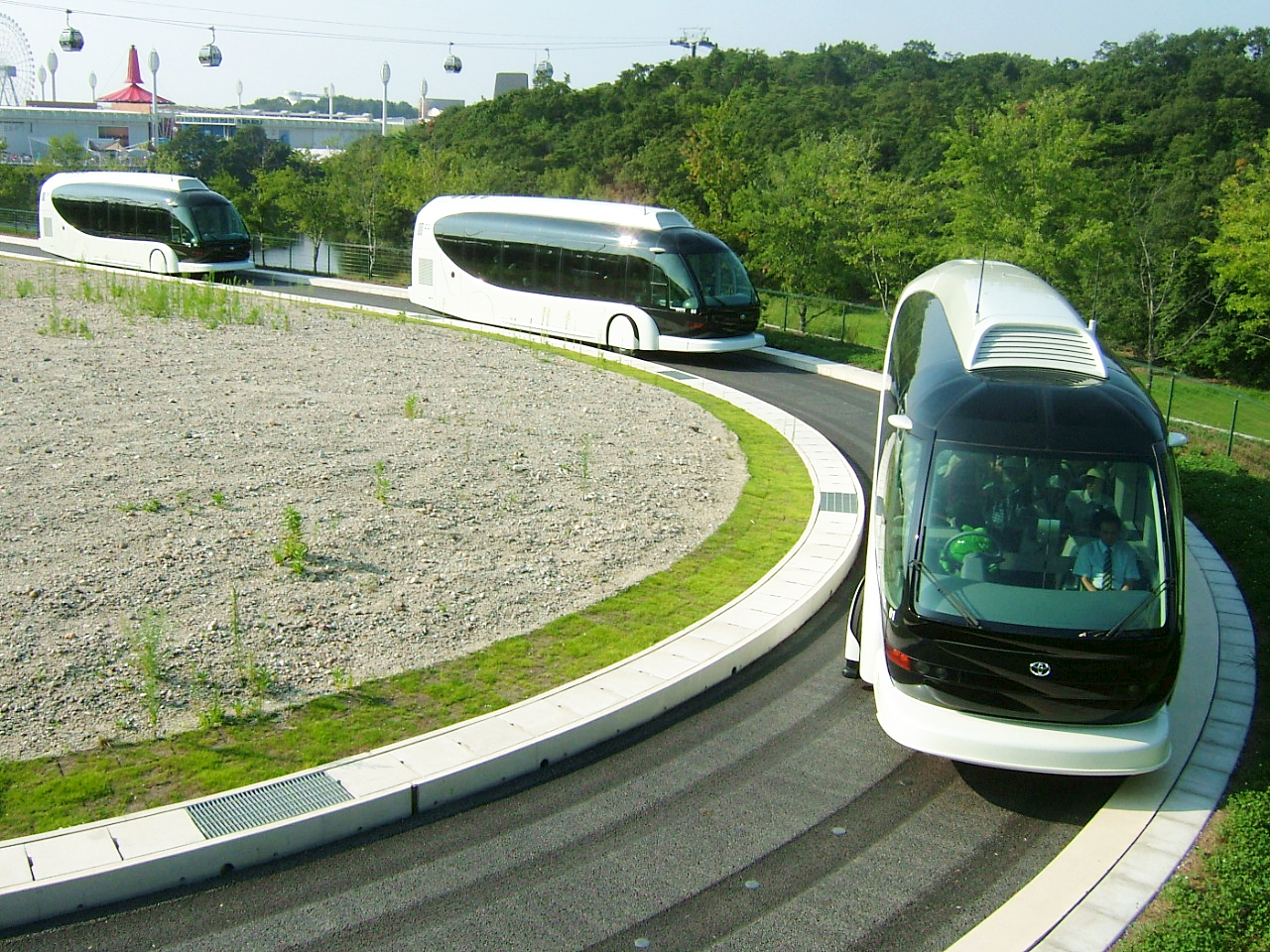
Autobusy IMTS na výstavě Expo 2005 Aichi Japan v Nagakute Hell

### Magnetické vedení
Experimenty jsou prováděny také s vedením pomocí magnetů uložených ve vozovce.
Ve Fürthu probíhal v letech 1984–1985 pokus s elektromagneticky vedenými spurbusy firem MAN a Mercedes-Benz. Pokus probíhal v pravidelném provozu na úseku Königswarter Straße. Po skončení pokusu nebyl systém dále rozšiřován.
Systém Phileas vyvinutý nizozemskou společností Samenwerkingsverband Regio Eindhoven (SRE) a vyráběný konsorciem Advanced Public Transport Systems (APTS) používá k vedení autobusů elektromagnetické smyčky uložené pod vozovkou. Systém Phileas byl vyvinut koncem 90. let.
- Od roku 2004 funguje na Eindhovenských linkách 401 (Eindhoven – Meerhoven – Eindhoven Airport) a 402 (Eindhoven – Veldhoven Zonderwijk). Provoz je plně automatický, ale přesto jsou vozidla obsazena řidičem.
- V roce 2005 uzavřela APTS kontrakt na zavedení systému pod názvem Evéole ve francouzském městě Douai. 2. července 2008 byla zprovozněna první linka, výstavba dalších tří je rozplánována do roku 2020.
- Další podobný systém je plánován v tureckém Istanbulu, v roce 2007 podepsala APTS smlouvu na dodávku 50 vozidel

Podobný systém, IMTS, vyvinula firma Toyota a představila na výstavě Expo 2005 Aichi Japan v Nagakute Hell.
Induktivní vedení vozidel se používá i v transportním systému u Eurotunelu a v automatické dopravě v mnoha velkých továrnách a kontejnerových překladištích.
Londýnský systém Millennium Transit k obsluze Millennium Dome měl zahrnovat i 1,3 km dlouhý úsek s elektronickým vedením autobusů, avšak od realizace bylo upuštěno, protože se nepodařilo vyvinout systém, který by umožnil autobusu uspokojivě reagovat na nečekané překážky.

## Výhody a nevýhody
Výhodami oproti klasickým tramvajím jsou například možné ostřejší zatáčení (menší minimální poloměr zatáčení), schopnost překonávat větší sklony a menší hlučnost. Vybudování infrastruktury je jednodušší a levnější. Nevýhodou je menší účinnost a tedy větší spotřeba energie na provoz.
Hlavními výhodami oproti běžným autobusům je snížení nároků na šířku jízdního pruhu i při vyšších rychlostech, tedy úspora místa na komunikaci, a za druhé možnost najíždět přesně k hraně nástupiště. Nevýhodou jsou například vyšší nároky na kvalitu povrchu, aby nevznikaly vyjeté koleje.